# Блумингтон (Миннесота)
Блу́мингтон (англ. Bloomington) — город на севере США, в штате Миннесота, в округе Хеннепин. Третий по величине город в агломерации «Миннеаполис—Сент-Пол», пятый по величине город в штате.
Население города — 80 869 чел. (2006, в 2000 было 85 172).
Назван Блумингтон в честь города Блумингтона в штате Иллинойс. Расположен на северном берегу реки Миннесота выше её слияния с рекой Миссисипи. Блумингтон находится на юге агломерации, в 16 км к югу от центра города Миннеаполис. Блумингтон — пригород, связанный с уличной сетью Миннеаполиса. Несмотря на то, что Блумингтон рассматривается как спальный район, в нём имеется больше рабочих мест на душу населения, чем в Миннеаполисе или Сент-Поле. Это объясняется сочетанием сравнительной малочисленности населения и наличия таких крупных работодателей, как крупнейший в США торговый центр Mall of America и международный аэропорт Миннеаполис/Сент-Пол.